# Ben Whishaw
Benjamin John „Ben“ Whishaw (* 14. října 1980, Clifton, Bedfordshire, Anglie, Spojené království) je britský herec.
Jeho průlomovou rolí byl Hamlet v divadelní adaptaci stejnojmenné hry a dále role v televizních seriálech Criminal Justice a The Hour, stejně jako role ve filmech Parfém: Příběh vraha, Beze mě: Šest tváří Boba Dylana, Návrat na Brideshead a Atlas mraků. Hrál roli Q ve dvacáté třetí bondovce Skyfall a i v jejím pokračování s názvem Spectre. V roce 2019 získal Zlatý glóbus a cenu BAFTA za svůj herecký výkon v seriálu Skandál po anglicku.

## Život
Narodil se a vyrůstal ve městě Clifton v Bedfordshire, jako syn kosmetičky Lindy (rozené Hope) a informačního technika Josa Whishawových. Má dvojče, bratra Jamese. Byl členem divadelního spolku Bancroft Players Youth Theatre. Navštěvoval Henlow Middle School a poté Samuel Whitbread Community College. Během této doby začal spolupracovat s divadelní společností Big Spirit.

### Soukromý život
Vždy si velmi hlídal své soukromí. V jednom z rozhovorů k tomu uvedl: „Udržování určité úrovně anonymity je pro mě důležité. Mou prací herce je přesvědčit lidi, že jsem někým jiným. Proto myslím, že neustálé vyprávění lidem o sobě samém je, jako bych se střílel do vlastní nohy.“
V srpnu 2013 přesto provedl coming out. Jeho mluvčí při té příležitosti uvedl, že nikdy svou sexualitu neskrýval, že však – stejně jako mnozí jiní herci – raději udržuje svůj život a rodinu v soukromí. V březnu 2011 např. poskytl rozhovor gay magazínu Out v souvislosti se ztvárněním homosexuální postavy ve hře The Pride.
V srpnu 2012 v australském Sydney uzavřel registrované partnerství se svým partnerem, australským hudebníkem Markem Bradshawem. Poznal jej v roce 2009 při natáčení filmu Jasná hvězda (Bright Star), v němž ztvárnil postavu Johna Keatse a k němuž Bradshaw složil hudbu.

## Tvorba

### Film
| Rok  | Název                             | Role                                                         |
| ---- | --------------------------------- | ------------------------------------------------------------ |
| 1999 | Zákop                             | James Deamis                                                 |
| 1999 | The Escort                        | Jay                                                          |
| 2001 | Baby                              | malá Joe                                                     |
| 2001 | Můj bratr Tom                     | Tom                                                          |
| 2002 | Spiritual Rampage                 |                                                              |
| 2003 | Ready When You Are Mr. McGill     | Bruno                                                        |
| 2003 | The Booze Cruise                  | Daniel                                                       |
| 2004 | 77 Beds                           | Ishmael                                                      |
| 2004 | Nezničitelná láska                | Spud                                                         |
| 2004 | Po krk v extázi                   | Sidney                                                       |
| 2005 | Stoned                            | Keith Richards                                               |
| 2006 | Parfém: Příběh vraha              | Jean-Baptiste Grenouille                                     |
| 2007 | Beze mě: Šest tváří Boba Dylana   | Arthur                                                       |
| 2008 | Návrat na Brideshead              | Sebastian Flyte                                              |
| 2009 | International                     | Rene Antall                                                  |
| 2009 | Jasná hvězda                      | John Keats                                                   |
| 2009 | Love Hate                         | Tom                                                          |
| 2010 | Bouře                             | Ariel                                                        |
| 2010 | All Signs of Death                | Webster „Web“ Fillmore Goodhue                               |
| 2012 | Skyfall                           | Q                                                            |
| 2012 | Atlas mraků                       | muž na lodi, Robert Frobisher, úředník, Georgette, domorodec |
| 2013 | Beat                              | neznámá role                                                 |
| 2013 | The Zero Theorem                  | třetí doktor                                                 |
| 2013 | Teenage                           | vypravěč                                                     |
| 2013 | Days and Nights                   | Eric                                                         |
| 2014 | Chvění                            | Richard                                                      |
| 2014 | Paddington                        | Paddington (hlas)                                            |
| 2015 | Spectre                           | Q                                                            |
| 2015 | The Muse                          | Edward Dunstan                                               |
| 2015 | Humr                              | kulhající muž                                                |
| 2015 | Unity                             | vypravěč                                                     |
| 2015 | Sufražetka                        | Sonny                                                        |
| 2015 | Dánská dívka                      | Henrik                                                       |
| 2015 | V srdci moře                      | Herman Melville                                              |
| 2016 | Hologram pro krále                | Dave                                                         |
| 2017 | Paddington 2                      | Paddington (hlas)                                            |
| 2017 | Family Happiness                  |                                                              |
| 2018 | Mary Poppins se vrací             | Michael Banks                                                |
| 2018 | Palo Santo                        | Palo Santo Hologram                                          |
| 2019 | Little Joe                        | Chris                                                        |
| 2019 | Kouzelný svět Davida Copperfielda | Uriah Heep                                                   |
| 2020 | Přetlak                           | Joseph                                                       |
| 2021 | Není čas zemřít                   | Q                                                            |
| 2022 | Hovoří ženy                       | August Epp                                                   |
| 2024 | Paddington v džungli              | Paddington (hlas)                                            |

### Televize
| Rok       | Název                   | Role           | Poznámky                       |
| --------- | ----------------------- | -------------- | ------------------------------ |
| 2000      | Black Cab               | Ryan           | díl: „Work“                    |
| 2000      | Other People's Children | Sully          | 4 díly                         |
| 2005      | Nathan Barley           | Pingu          | 6 dílů                         |
| 2008      | Criminal Justice        | Ben Coulter    | 5 dílů                         |
| 2011–2012 | The Hour                | Freddie Lyon   | 12 dílů                        |
| 2012      | Richard II              | Richard II     | Televizní film                 |
| 2014      | Playhouse uvádí         | Ezra, Jacob    | díl: „Foxtrot“                 |
| 2015      | London Spy              | Danny          | 5 dílů                         |
| 2017      | Queers                  | Perce          | díl: „The Man on the Platform“ |
| 2018      | Skandál po anglicku     | Norman Scott   | 3 dílů                         |
| 2020      | Paddington              | Paddington     | dabing                         |
| 2020      | Fargo                   | rabín Milligan | 7 dílů                         |
| 2022      | Tohle bude bolet        | Adam Kay       | 7 dílů                         |
| 2024      | Černá holubice          | Sam Young      | hlavní role                    |

### Divadlo
| Rok  | Název hry                 | Role                  |
| ---- | ------------------------- | --------------------- |
| 2003 | His Dark Materials        | bratr Jasper          |
| 2004 | Hamlet                    | Hamlet                |
| 2005 | Mercury Fur               | Elliot                |
| 2006 | Racek                     | Treplev               |
| 2007 | Leaves of Glass           | Steven                |
| 2008 | ...some trace of her      | princ Myškin          |
| 2009 | Cock                      | John                  |
| 2010 | The Pride                 | Oliver                |
| 2013 | Peter and Alice           | Peter Llewelyn Davies |
| 2013 | Mojo                      | dítě                  |
| 2015 | Bakkhai                   | Dionýsos              |
| 2016 | The Crucible              | John Proctor          |
| 2017 | Against                   | Luke                  |
| 2018 | Julius Caesar             | Brutus                |
| 2019 | Norma Jeane Baker of Troy | Marilyn Monroe        |

### Rozhlas
| Rok  | Název              | Role         |
| ---- | ------------------ | ------------ |
| 2004 | Arthur             | Arthur       |
| 2006 | Look Back in Anger | Jimmy Porter |
| 2011 | Cock               | John         |